# 995 (číslo)
Devět set devadesát pět je přirozené číslo. Římskými číslicemi se zapisuje CMXCV a řeckými číslicemi ϡϟεʹ. Následuje po čísle devět set devadesát čtyři a předchází číslu devět set devadesát šest.

## Matematika
995 je:
- Deficientní číslo
- Složené číslo
- Poloprvočíslo
- Nešťastné číslo

## Astronomie
- (995) Sternberga je planetka hlavního pásu, kterou objevil v roce 1923 Sergej Ivanovič Beljavskij
- NGC 995 je čočková galaxie v souhvězdí Andromedy

## Ostatní
- +995 je mezinárodní telefonní předvolba Gruzie

## Roky
- 995
- 995 př. n. l.